# یک گام به پیش، دو گام به پس
یک گام به پیش، دو گام به پس (بحران در حزب ما) عنوان کتابی است از رهبر انقلاب سوسیالیستی روسیه و بنیانگذار شوروی(ولادیمیر لنین)، که در سال ۱۹۰۴ منتشر شده‌است. این اثر مهمترین کتاب در زمینهٔ دکترین مارکسیستی حزب پرولتری می‌باشد.

## شکل‌گیری و اهداف
دومین کنگره احزاب سوسیال دموکرات روسیه به دلیل فشارهای دولت تزاری در انگلستان به سال ۱۹۰۳ برگزار شد. هدف این کنگره متحد کردن احزاب کوچک سوسیالیستی روسیه و تشکیل یک حزب بزرگتر بود.

اعضای کنگره متشکل از دو جریان متضاد بودند، جریان اکثریت(بلشویک) که طرفداری از لنین می‌کردند و براساس آنچه که لنین می‌گفت خواهان تشکیل یک حزب سیاسی واحد از نخبگان انقلابی، تشکیل یک روزنامه واحد و انجام اعمال سیاسی براساس تاکتیک‌های منظم بودند.

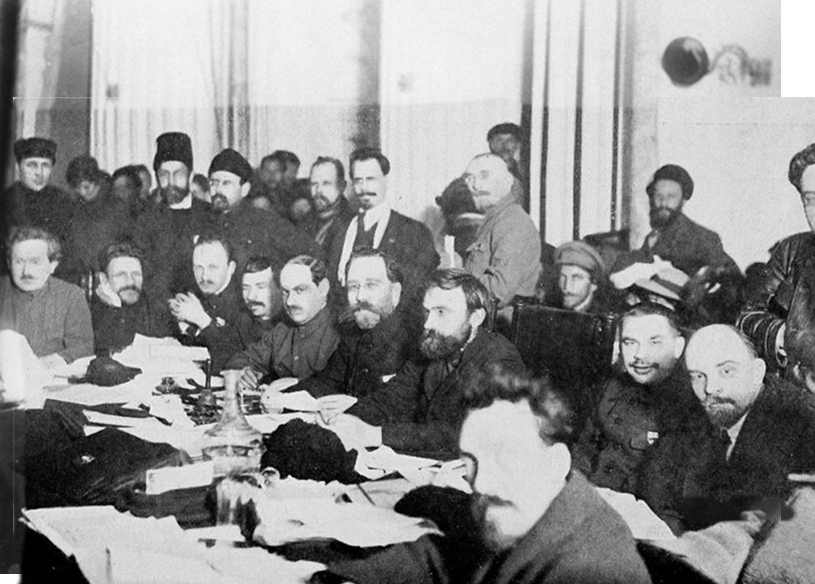
جناح اکثریت (بلشویک) حزب سوسیال دموکرات روسیه در سال ۱۹۲۰

جریان دیگر، اقلیت(منشویک)، که با سیاست‌ها و تفکرات لنین مخالف بودند و خواهان تشکیل اتحادیه‌های کارگری و مبارزه اقتصادی با دولت و مخالف تشکیل یک حزب با قوانین متصلب و پیروی از مرکزیت بودند. همچنین منشویک ها راضی نمی‌شدند که تابع تصمیمات بلشویک ها باشند. برهمین اساس در سال ۱۹۰۴ لنین با هدف یکپارچه کردن حزب و تسلط تفکرات خود به تحقیق و تفحص در متون مذاکرات و قطعنامه‌های منتشر شده توسط کنگره پرداخت و حاصل آن کتابی با عنوان «یک گام به پیش، دو گام به پس» شد.

لنین با انتشار این کتاب سعی در متحد کردن همه اعضا و از بین بردن شکست‌های قبلی داشت تا حزب بتواند بصورت واحد به مبارزه سیاسی براساس کار حزبی و تاکتیک‌های مشخص و گام به گام با تزاریسم بپردازد.

## آشنایی با محتوا
لنین در همان پیشگفتار کتاب نشانهٔ خود را به روی منشویک‌ها گرفت و انتقادات فراوانی چه در عرصهٔ عمل و چه در عرصهٔ ژورنالیسم، به آنها وارد کرد.

منشویک‌ها به رهبری پلخانف، تروتسکی و بعدها مارتوف (او ابتدا طرفدار لنین بود اما بعد از تشکیل کنگره دوم به جمع مخالفان لنین پیوست) که لنین آنها را اپورتونیست می‌خواند در عرصهٔ عمل اولاً خواهان مبارزه اقتصادی با دولت توسط اتحادیه‌های کارگری بودند و دوماً در عمل حزبی مخالف پیروی اقلیت از اکثریت بودند و انتقادات فراوانی به سیاست‌های حزبی داشتند و این سیاست‌های مرکزیت گرا را با عناوینی چون بروکراسی و فشار خشن مکانیکی تخطئه می‌کردند.

در عرصهٔ ژورنالیسم نیز این افراد در نشریهٔ «ایسکرای نو» (ایسکرای قدیم در دست بلشویک‌ها و لنین بود) قلم می‌زدند و تفکرات خود را پراکنده می‌کردند.

لنین در کتاب «یک گام به پیش دو گام به پس» خود به این چالش‌ها چنین پاسخ می‌دهد که اول) حزب سوسیالیستی نباید محدود به کارهای سندیکایی شود و حزب که متشکل از نخبگان انقلابی است باید پیشرو باشد و کارگر را با خود همراه کند، دوم) حزب باید دارای انسجام و وحدت تشکیلاتی باشد و همه اعضا (منظور منشویک‌ها) هم باید از مرکزیت پیروی کنند (سانترالیسم دموکراتیک) تا حزب متحد بتواند با همراه کردن کارگران به مبارزه با سرمایه‌داری بپردازد.

## فصل‌ها و عناوین
پیش‌گفتار 

الف) تهیهٔ مقدمات کنگره

ب) اهمیت گروه‌بندی‌های کنگره

ج) آغاز کنگره-قضیهٔ مربوط به کمیتهٔ تشکیلات

د) انحلال گروه «یوژنی رابوچی»

ه) قضیهٔ تساوی حقوق زبان‌ها

و) برنامهٔ اراضی

ز) آیین نامهٔ حزب

ح) مذاکرات دربارهٔ مرکزیت قبل از بوجود آمدن انشعاب در داخل ایسکرایی ها

ط) مادهٔ اول آیین‌نامه

ی) کسانی که بی‌گناه از متهم شدن دروغین به اپورتونیست آسیب دیده‌اند

ک) ادامهٔ مباحثات دربارهٔ آیین‌نامه، ترکیب اعضای شورا

ل) پایان مذاکرات دربارهٔ آیین‌نامه، کئوپتاسیون به مراکز خروج نمایندگان «رابوچیه»

م) انتخابات کنگره

ن) منظرهٔ عمومی مبارزه در کنگره جناح انقلابی و اپورتونیستی حزب

ص) پس از کنگره، دو شیوهٔ مبارزه

ع) ناگواری‌های کوچک نباید مانع لذت بزرگ گردد

ف) ایسکرای نو، اپورتونیسم در مسائل تشکیلاتی

سخنی چند دربارهٔ دیالکتیک دو تحول

ضمیمه: تصادم بین رفیق گوسف و رفیق دیچ

## انتقادات
رزا لوکزامبورگ در مقالهٔ «مسائل سازمانی سوسیال دموکراسی روسیه» به افکار لنین در این کتاب انتقاداتی وارد می‌کند. محور انتقادات او نیز ایدهٔ «مرکزیت گرایی» و دادن میزان زیاد قدرت به اعضای مرکزی این سازمان توسط لنین می‌باشد.